# مهدی رحمانی
مهدی رحمانی (زاده ۱۲ بهمن ۱۳۵۷ اصفهان) تهیه‌کننده، کارگردان و فیلم‌نامه‌نویس اهل ایران است.
پس از فیلم‌های سینمایی «دیگری» و «پنهان»، فیلم سینمایی «برف» سومین فیلم مهدی رحمانی است که در سینماهای ایران اکران عمومی‌شده‌است.

## مسئولیت
عضو اتحادیه تهیه‌کنندگان سینمای ایران، عضو کانون کارگردانان سینمای ایران، عضو اتحادیه مستندسازان اروپا، رئیس هیئت داوران دانشجویی جشنواره بین‌المللی فیلم کوتاه تهران، مدرس ورک شاپ آموزش فیلمسازی در پرتغال

## کارگردان
- گشت ویژه (سریال تلویزیونی)
- كارت پرواز(١٣٩٦)
- برف (۱۳۹۲)
- پنهان (۱۳۸۹)
- دیگری (۱۳۸۸)

## نویسنده
- برف (۱۳۹۲)
- پنهان (۱۳۸۹)

## تهیه‌کننده
- گذر موقت (۱۳۹۴)
- برف (۱۳۹۲)

## جایزه سیمرغ بلورین
برنده سیمرغ بلورین بهترین آنونس از جشنواره فیلم فجر، کاندید دریافت سیمرغ بلورین بهترین فیلم از جشنواره فیلم فجر برای فیلم سینمایی «دیگری»، کاندید دریافت سیمرغ بلورین بهترین کارگردانی از جشنواره فیلم فجر برای فیلم سینمایی «دیگری»، کاندید دریافت سیمرغ بلورین بهترین فیلمنامه از جشنواره فیلم فجر برای فیلم سینمایی «برف»، کاندید دریافت سیمرغ بلورین بهترین تدوین از جشنواره فیلم فجر برای فیلم سینمایی «برف»

## جایزه جشن سینمای ایران
برنده جایزه بهترین عنوان‌بندی فیلم از جشن سینمای ایران، کاندید دریافت نشان سینمای ایران در رشته بهترین بازیگر مرد برای فیلم سینمایی «دیگری»، کاندید دریافت نشان سینمای ایران در رشته بهترین تدوین برای فیلم سینمایی «دیگری»، کاندید دریافت نشان سینمای ایران در رشته بهترین آنونس برای فیلم سینمایی «برف»، کاندید دریافت نشان سینمای ایران در رشته بهترین پوستر برای فیلم سینمایی «برف»

## جایزه‌های دیگر
دریافت جایزه اصلی بهترین عنوان‌بندی از جشنواره فیلم شهر برای فیلم سینمایی «برف»،
کاندید دریافت جایزه اصلی بهترین عکس از جشنواره فیلم شهر برای فیلم سینمایی «برف»، برنده جایزه بهترین فیلم مراسم بزرگ سینمایی آسیا پاسیفیک (اسکار آسیا) برای فیلم سینمایی «دیگری»، برنده جایزه اصلی جشنواره آوانکا (پرتغال) برای فیلم سینمایی «دیگری»، برنده جایزه ویژه هیئت داوران جشنواره بین‌المللی فیلم ایباف (اسپانیا) برای فیلم سینمایی «دیگری»، نامزد دریافت جایزه بزرگ مسابقه جشنواره بین‌المللی فیلم شانگهای (چین) برای فیلم سینمایی «برف»، دریافت ۱۴ جایزه معتبر بین‌المللی از جشنواره‌های فیلم سراسر جهان برای فیلم‌های کوتاه و مستند.